# Severská doba bronzová

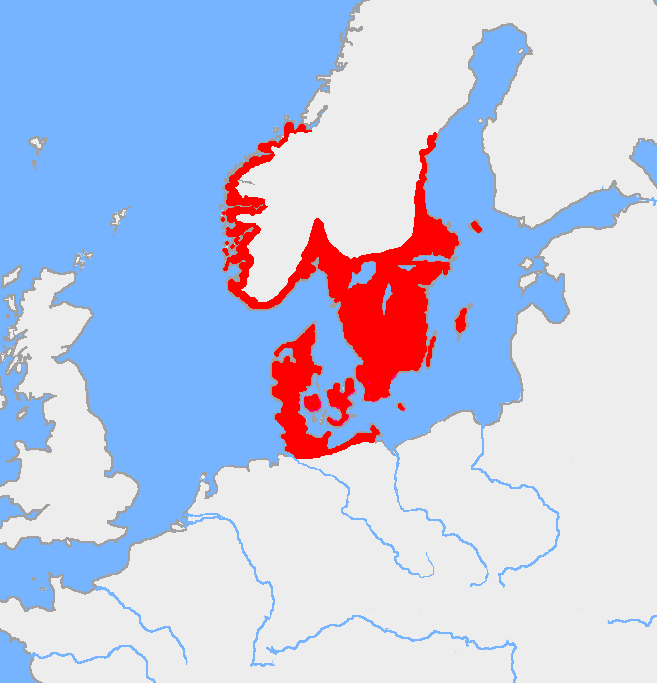
Neobvyklejší geografické vymezení severské doby bronzové; alternativní zahrnuje i Finsko, Pobaltí či sever Polska

Severská doba bronzová nebo Skandinávská doba bronzová je období v dějinách Skandinávie a části severního Německa vymezené zhruba lety 1750–500 př. n. l. První důkazy užívání bronzu ve Skandinávii pocházejí z období 2000 př. n. l., avšak teprve okolo roku 1750 př. n. l. lze hovořit o systematičtějším přijetí technologie zpracování bronzu. Počátek tohoto období je spojován s příchodem lidí mluvících indoevropskými jazyky a jejich kulturou; tradiční výklad tyto obyvatele označuje za předky Germánů. Severské době bronzové předcházely skandinávské varianty kultur se šňůrovou keramikou a kultur se zvoncovitými poháry. Následuje ji předřímská doba železná, v níž vynikla Jastorfská kultura, spojovaná již s Germány.

## Kultura

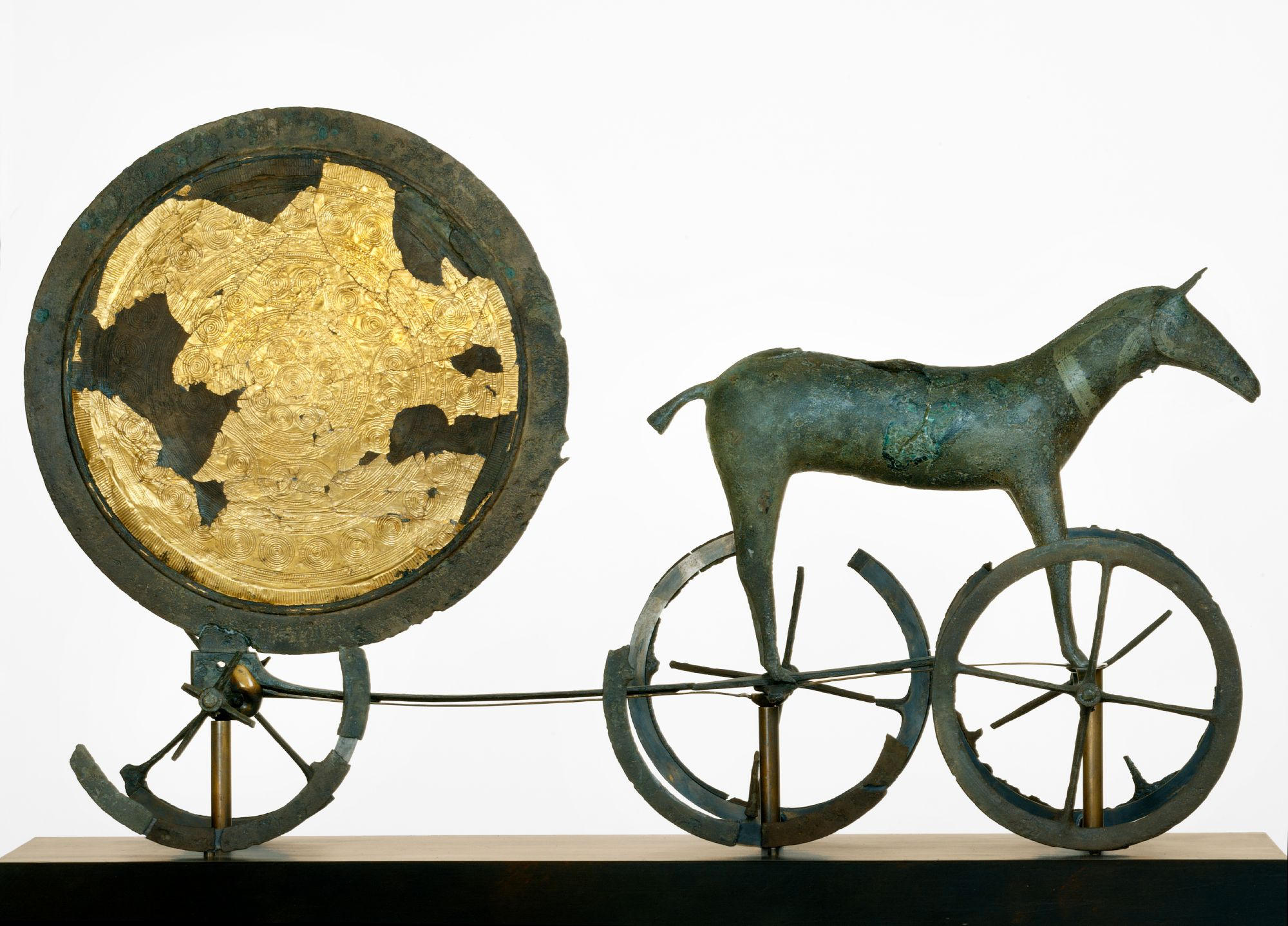
Trundholmský sluneční vůz

Severská doba bronzová udržovala úzké obchodní vazby s mykénskou civilizací, s níž sdílí několik nápadných podobností. Byly také zjištěny některé kulturní podobnosti mezi severskou dobou bronzovou, kulturou Sintašta/Andronovo a rgvédskou kulturou v Indii. Spekuluje se též o kontaktu s Chetity a Egyptem. Zjevné je též ovlivnění středoevropskou únětickou kulturou. Lidé severské doby bronzové se aktivně zabývali vývozem jantaru a na naopak dováželi kovy (např. měď byla dovážena ze Sardinie, Pyrenejského poloostrova a Kypru). Stali se zkušenými kovodělníky. Počet a hustota kovodílen umožňují severskou dobu bronzovou označit za nejbohatší kulturu Evropy své doby. Vyspělost zpracování bronzu dokládá například Trundholmský sluneční vůz nalezený na severozápadě největšího dánského ostrova Sjælland.

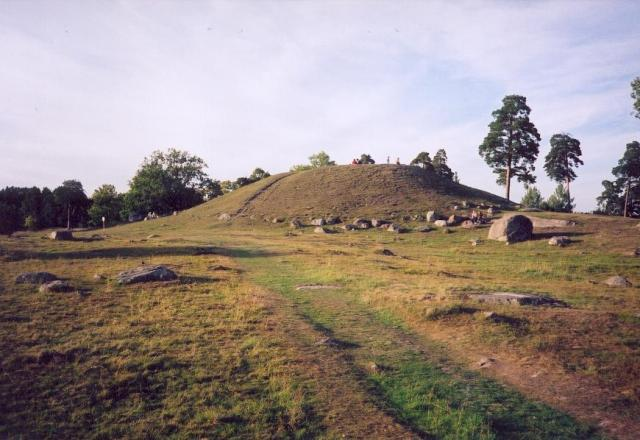
Mohyla Håga

Kulturní projevy zahrnují i stavbu mohyl (např. Håga ve Švédsku). Jen v Dánsku bylo mezi lety 1500 a 1150 př. n. l. postaveno minimálně 50 000 mohyl. V dubových rakvích ze 14.až 13. století př. n. l. byla nalezena dobře zachovaná mumifikovaná těla. Ta byla mumifikována záměrně, a to zaléváním pohřebních mohyl vodou, aby se v hrobech vytvořilo bažinaté prostředí bez přístupu kyslíku. Tato praxe mohla být stimulována kulturními vlivy ze starověkého Egypta, protože se časově shoduje s výskytem egyptských artefaktů ve Skandinávii a výskytem baltského jantaru v Egyptě.
Typické byly též skalní kresby (například v Bohuslänu). Ve Skandinávii lze nalézt největší počet skalních rytin z doby bronzové v Evropě, a na západním pobřeží Švédska se jich nachází okolo 1500. Zdaleka nejčastěji byly zobrazovány lodě, zejm. hjortspringské.

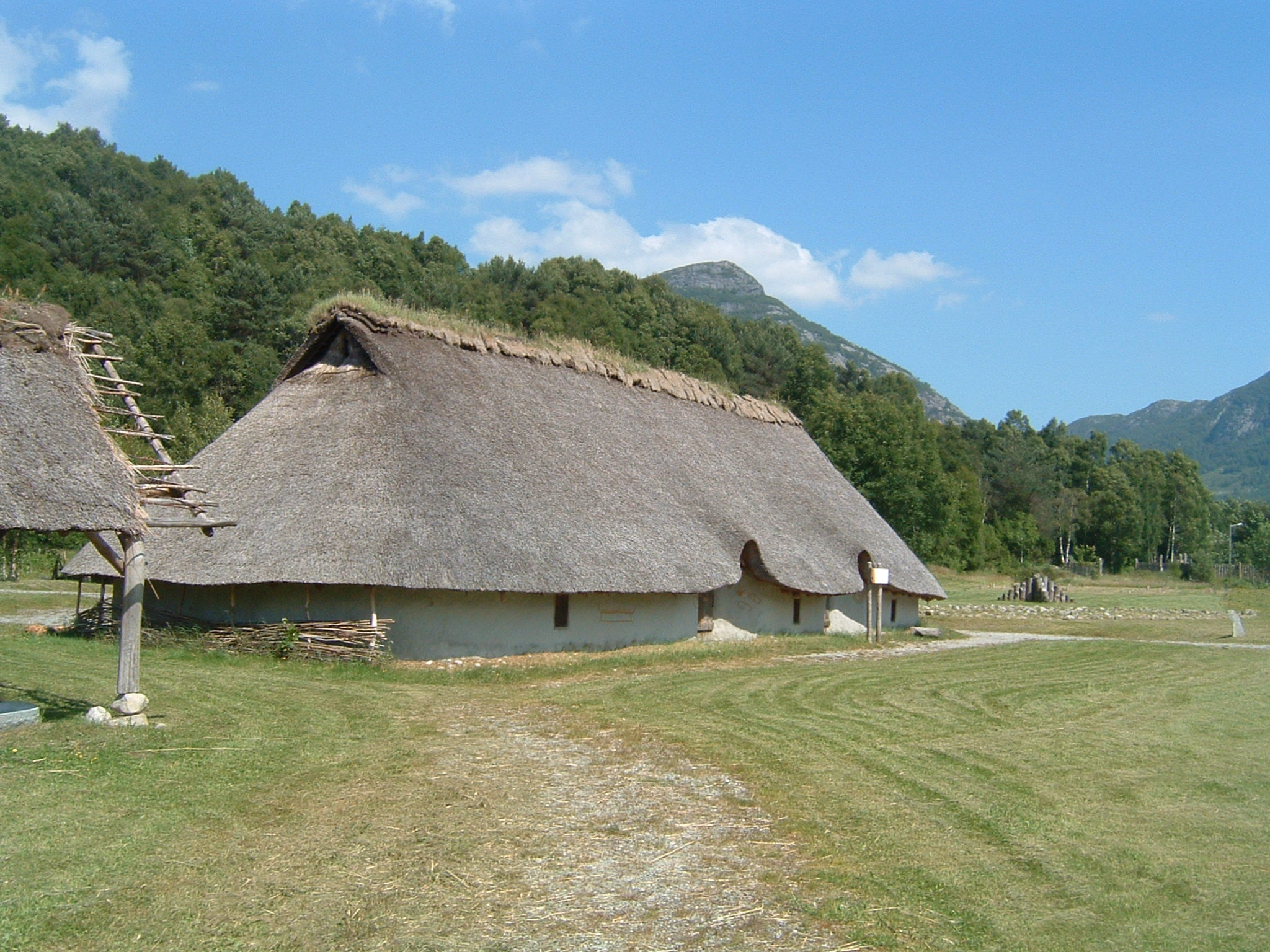
Rekonstrukce dlouhého domu v Norsku

Jádrem sídel byly tzv. dlouhé domy. Některé dlouhé domy byly výjimečně velké (až 500 metrů čtverečních). Osady byly geograficky umístěny na vyvýšeném místě a měly tendenci být soustředěny blízko moře. Některá sídla fungovala jako regionální centra moci, obchodu, řemeslné výroby a kultu. Například opevněné město Hünenburg bei Watenstedt v severním Německu bylo popsáno jako obchodní stanice pro lidi ze Skandinávie a oblasti Baltského moře a také jako kultovní centrum a sídlo vládnoucí elity.

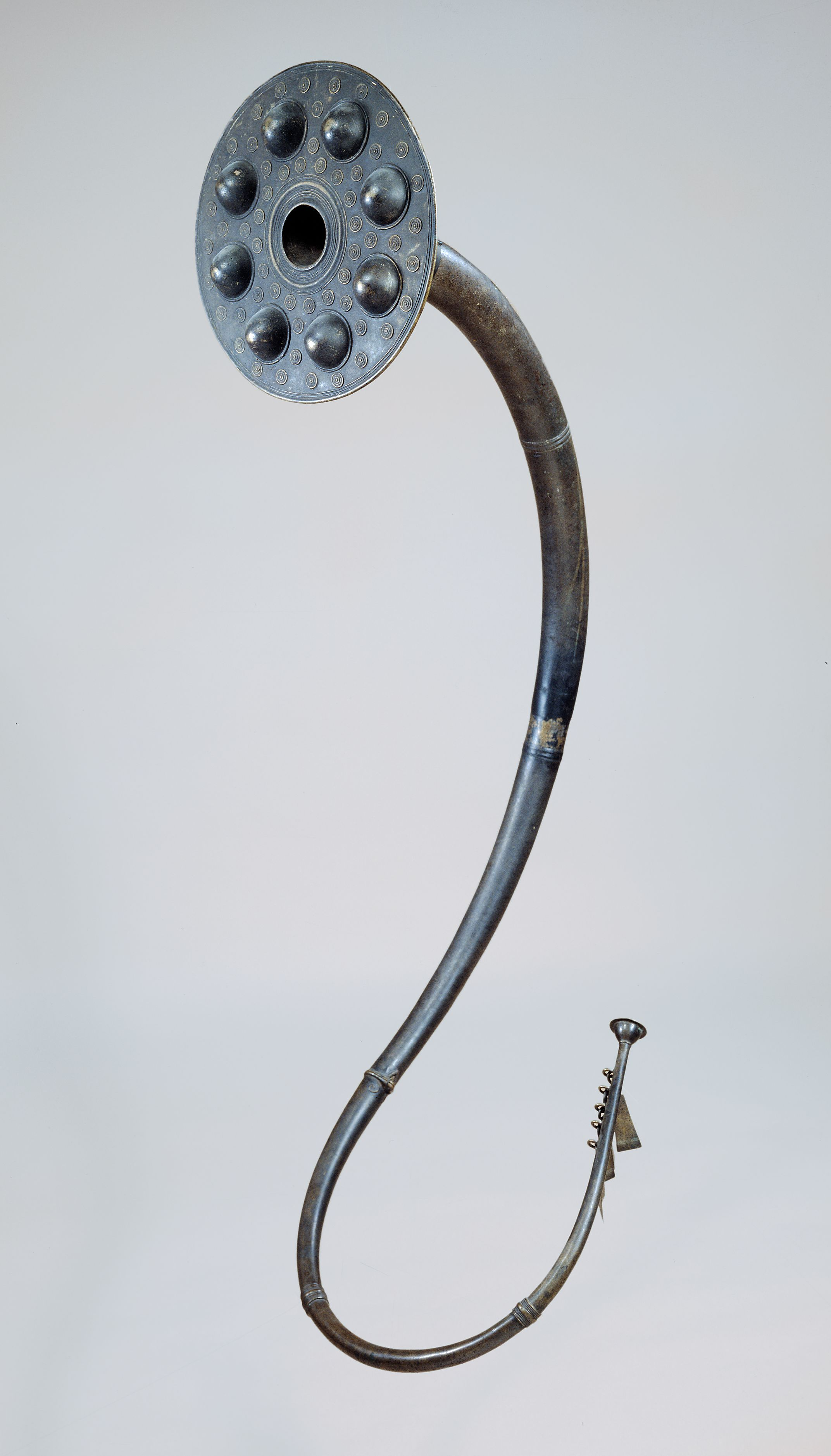
Lur

Zdrojem primární obživy bylo zemědělství (pěstování pšenice, prosa a ječmene, chov dobytka, ovcí a prasat. Využíván byl ale i rybolov a lov. Existují důkazy, že jako tažná zvířata byli používáni voli. Běžní byli domestikovaní psi, koně byli vzácnější a pravděpodobně byli jen symboly společenského postavení. Technika vozu taženého koňmi byla převzata patrně z Karpatské kotliny zhruba ve stejné době jako v Řecku.
Kultura byla válečnická, ale zachovalost mnoha mečů a přileb dokazuje, že řada zbraní měla spíše ceremoniální význam. Předpokládá se, že vnitrokulturní násilí bylo malé, agrese směřovala především k vnějším nepřátelům.
Neexistují žádné ucelené znalosti o severském náboženství doby bronzové, o panteonu bohů, světovém názoru nebo způsobu jeho praktikování. Mnoho nálezů ale naznačuje kult slunce, uvažuje se, že jeho pozůstatky pronikly do germánské mytologie (např. bohyně Sol). Možné je i zbožnění zvířat a ženy (matky či Země), ale opět jde o předpoklad založený hlavně na stopách v pozdější mytologii (bohyně Nerthus). Párovost obětních artefaktů naznačuje i uctívání božských dvojčat či dvojice bohů. Oběti byly i lidské. Obřadními místy byly podle všeho hlavně bažiny a jezera. K obřadům byly užívány patrně lesní rohy zvané lury.